# Parque vía
Parque vía is een Mexicaanse dramafilm uit 2008 onder regie van Enrique Rivero. Hij won met deze film de Gouden Luipaard op het filmfestival van Locarno.

## Verhaal
De bediende Beto is bang voor geweld en besluit zich af te zonderen van de buitenwereld in een leegstaand huis waar hij vroeger heeft gewerkt. Dan wordt dat huis verkocht.

## Rolverdeling
- Nolberto Coria: Beto
- Nancy Orozco: Lupe
- Tesalia Huerta: Señora